# Liste des grands d'Espagne
La liste des grands d'Espagne reprend les 417 grands d'Espagne officiellement reconnus par le royaume d'Espagne et qui, à ce titre, font partie de la Députation permanente et Conseil de la grandesse d'Espagne. Les grands d'Espagne, leurs consorts et leurs successeurs immédiats ont le traitement de Son Excellence et le roi s'adresse à eux en les appelant « cousin » (primo).

## Prince -(Príncipe)
| Titres                                                                                                 | Blason | Titres | Blason |
| --- | ------ | ------ | ------ |
| - Prince de Robech Date de création: 31 juillet 1630 Monarque: Philippe IV d'Espagne Titulaire: vacant |        |        |        |
| |        |        |        |

## Ducs -(Duques)
| Titres | Blason | Titres | Blason |
| --- | ------ | --- | ------ |
| - Duc d'Abrantes Date de création: 20 novembre 1663 Monarque: Philippe IV d'Espagne Titulaire: José Manuel Zuleta y Alejandro, 15e Duc d'Abrantès (es)                                                 |        | - Duc d'Ahumada (es) Date de création: 26 avril 1835 Monarque: Isabelle II d'Espagne Titulaire: Francisco Javier Chico de Gúzman y Girón, 6e Duc d'Ahumada                                             |        |
| - Duc d'Albe de Tormes Date de création: 20 mai 1472 Monarque: Henri IV de Castille Titulaire: Carlos Fitz-James Stuart y Martínez de Irujo, 19e Duc d'Albe de Tormes                                  |        | - Duc d'Alburquerque Date de création: 20 août 1464 Monarque: Henri IV de Castille Titulaire: Juan Miguel Osorio y Bertrán de Lis, 19e Duc d'Alburquerque                                              |        |
| - Duc d'Alcalá de los Gazules (es) Date de création: 20 octobre 1558 Monarque: Philippe II d'Espagne Titulaire: Victoria de Hohenlohe-Langenburg y Schmidt-Polex, 17e Duchesse d'Alcalá de los Gazules |        | - Duc d'Alcudia (es) Date de création: 4 juillet 1792 Monarque: Charles IV d'Espagne Titulaire: Carlos Ruspoli y Álvarez de las Asturias-Bohorques, 7e Duc de la Alcudia                               |        |
| - Duc d'Algésiras (es) Date de création: 31 décembre 1906 Monarque: Alphonse XIII d'Espagne Titulaire: Carlos López de Carrizosa y Mitjans, 4e Duc d'Algésiras                                         |        | - Duc d'Algete (es) Date de création: 9 décembre 1728 Monarque: Philippe V d'Espagne Titulaire: Juan Miguel Osorio y Bertrán de Lis, 9e Duc d'Algete                                                   |        |
| - Duc d'Aliaga (es) Date de création: 10 octobre 1487 Monarque: Ferdinand II d'Aragon Titulaire: Luis Martínez de Irujo y Hohenlohe-Langenburg, 19e Duc d'Aliaga                                       |        | - Duc d'Almazán (es) Date de création: 18 juin 1698 Monarque: Charles II d'Espagne Titulaire: Natalia Ruth Mariátegui Muro, 13e Duchesse d'Almazán                                                     |        |
| - Duc d'Almazán de Saint Priest (es) Date de création: 30 septembre 1830 Monarque: Ferdinand VII d'Espagne Titulaire: Béatrice Marguerite de Castellane, 3e Duchesse d'Almazán de Saint Priest         |        | - Duc d'Almenara Alta (es) Date de création: 24 janvier 1830 Monarque: Ferdinand VII d'Espagne Titulaire: María Soledad Martorell y Castillejo, 8e Duchesse d'Almenara Alta                            |        |
| - Duc d'Almodóvar del Río (es) Date de création: 23 avril 1780 Monarque: Charles III d'Espagne Titulaire: Alfonso de Hoyos y Fernández de Córdoba, 14e Duc d'Almodóvar del Río                         |        | - Duc d'Almodóvar del Valle (es) Date de création: 13 avril 1871 Monarque: Amédée Ier d'Espagne Titulaire: Alfonso Martel y Fonseca, 4e Duc d'Almodóvar del Valle                                      |        |
| - Duc d'Amalfi (es) Date de création: 13 novembre 1642 Monarque: Philippe IV d'Espagne Titulaire: Íñigo Seoane y García, 7e Duc d'Amalfi                                                               |        | - Duc d'Andría Date de création: 13 avril 1507 Monarque: Henri IV de Castille Titulaire: María Teresa Roca de Togores y de Bustos, 4e Duchesse d'Andría                                                |        |
| - Duc d'Ánsola (es) Date de création: 15 mars 1887 Monarque: Alphonse XIII d'Espagne Titulaire: María Cecilia Walford Hawkins y de Borbón, 5e Duchesse d'Ánsola                                        |        | - Duc del Arco (es) Date de création: 26 avril 1715 Monarque: Philippe V d'Espagne Titulaire: Mercedes Falcó y de Anchorena, 7e Duchesse del Arco                                                      |        |
| - Duc d'Arcos (es) Date de création: 20 janvier 1493 Monarque: Isabelle Ire de Castille Titulaire: María Cristina de Ulloa y Solís-Beaumont, 18e Duchesse d'Arcos                                      |        | - Duc d'Arévalo del Rey (es) Date de création: 15 avril 1903 Monarque: Alphonse XIII d'Espagne Titulaire: Juan Pablo de Lojendio y Pardo-Manuel de Villena, 5e Duc d'Arévalo del Rey (es)              |        |
| - Duc d'Arión (es) Date de création: 20 septembre 1725 Monarque: Philippe V d'Espagne Titulaire: Joaquín Fernández de Córdoba y Hohenlohe-Langenburg, 10e Duc d'Arión                                  |        | - Duc d'Arjona (es) Date de création: 1er septembre 1423 Monarque: Jean II de Castille Titulaire: Cayetano Luis Martínez de Irujo y Fitz-James Stuart, 4e Duc d'Arjona (es)                            |        |
| - Duc d'Atrisco (es) Date de création: 17 avril 1708 Monarque: Philippe V d'Espagne Titulaire: Adelaida Barón y Carral, 13e Duchesse d'Atrisco                                                         |        | - Duc d'Aveyro (es) Date de création: 1er mars 1681 Monarque: Charles II d'Espagne Titulaire: Marta Carvajal y López-Chicheri, 6e Duchesse d'Ánsola                                                    |        |
| - Duc de Baena (es) Date de création: 19 août 1566 Monarque: Philippe II d'Espagne Titulaire: María Cristina Ruiz de Arana y Marone-Cinzano, 18e Duchesse de Baena                                     |        | - Duc de Bailén (es) Date de création: 12 juillet 1833 Monarque: Ferdinand VII d'Espagne Titulaire: Francisco Javier Cavero de Carondelet y Christou, 7e Duc d'Ánsola                                  |        |
| - Duc de Béjar (es) Date de création: 1485 Monarque: Ferdinand II d'Aragon et Isabelle Ire de Castille Titulaire: Pedro de Alcántara Roca de Togores y Salinas, 20e Duc de Béjar                       |        | - Duc de Benavente (es) Date de création: 28 janvier 1473 Monarque: Henri IV de Castille Titulaire: Ángela María de Solís-Beaumont y Téllez-Girón, 18e Duchesse de Benavente                           |        |
| - Duc de Berwick (es) Date de création: 1688 Monarque: Jacques II d’Angleterre Titulaire: Carlos Fitz-James Stuart y Martínez de Irujo, 12e Duc de Berwick                                             |        | - Duc de Bivona (es) Date de création: 22 mai 1554 Monarque: Charles Ier d’Espagne Titulaire: Manuel Falcó y Anchorena, 17e Duc de Bivona                                                              |        |
| - Duc de Bournonville (es) Date de création: 21 février 1717 Monarque: Philippe V d'Espagne Titulaire: Álvaro de Silva y Mora, 14e Duc de Bournonville                                                 |        | - Duc de Camiña (es) Date de création: 21 février 1717 Monarque: Philippe III d'Espagne Titulaire: Victoria de Hohenlohe-Langenburg y Schmidt-Polex, 15e Duchesse de Camiña                            |        |
| - Duc de Canalejas (es) Date de création: 23 novembre 1912 Monarque: Alphonse XIII d'Espagne Titulaire: José Manuel Canalejas Huertas, 5e Duc de Canalejas                                             |        | - Duc de Cánovas del Castillo (es) Date de création: 22 juillet 1901 Monarque: Alphonse XIII d'Espagne Titulaire: Fernando Fernández de Córdova y Hohenlohe-Langenburg, 4e Duc de Cánovas del Castillo |        |
| - Duc de Cardona Date de création: 1482 Monarque: Ferdinand II d'Aragon Titulaire: Casilda Guerrero-Burgos y Fernández de Córdoba, 20e Duchesse de Cardona                                             |        | - Duc de Castillejos (es) Date de création: 19 février 1871 Monarque: Amédée Ier d'Espagne Titulaire: Blanca Muntadas-Prim y Desvalls, 5e Duchesse de Castillejos                                      |        |
| - Duc de Castro-Enríquez (es) Date de création: 15 février 1858 Monarque: Isabelle II d'Espagne Titulaire: Sonia de Arróspide y López de Letona, 6e Duchesse de Castro-Enríquez                        |        | - Duc de Castro-Terreño (es) Date de création: 27 mai 1825 Monarque: Ferdinand VII d'Espagne Titulaire: Ana Sánchez-Navarro y Quintana, 9e Duchesse de Castro-Terreño                                  |        |
| - Duc de Caylus Date de création: 6 avril 1742 Monarque: Philippe V d'Espagne Titulaire: vacant |        | - Duc de Ciudad Real (es) Date de création: 12 décembre 1613 Monarque: Philippe III d'Espagne Titulaire: Alexander Gonzalo de Hohenlohe-Langenburg y Schmidt-Polex, 14e Duc de Ciudad Real             |        |
| - Duc de Ciudad Rodrigo Date de création: 20 septembre 1725 Monarque: Philippe V d'Espagne Titulaire: Charles Wellesley, 10e Duc de Ciudad Rodrigo                                                     |        | - Duc de la Conquista (es) Date de création: 22 juin 1847 Monarque: Isabelle II d'Espagne Titulaire: Alfonso de Egaña y Huerta, 7e Duc de la Conquista                                                 |        |
| - Duc de Dato (es) Date de création: 25 mars 1921 Monarque: Isabelle II d'Espagne Titulaire: María del Pilar Espinosa de los Monteros y Sanz-Tovar, 6e Duchesse de Dato                                |        | - Duc de Denia (en) Date de création: 28 juin 1882 Monarque: Alphonse XII d'Espagne Titulaire: Victoria de Hohenlohe-Langenburg y Schmidt-Polex, 5e Duchesse de Denia                                  |        |
| - Duc de Dúrcal (es) Date de création: 25 novembre 1885 Monarque: Alphonse XII d'Espagne Titulaire: María Cristina Patiño y Borbón, 4e Duchesse de Dúrcal                                              |        | - Duc d'Elio (es) Date de création: 28 juin 1882 Monarque: Charles de Bourbon (prétendant carliste au trône d'Espagne) Titulaire: Santiago Mendaro y Elío, 5e Duc d'Elio                               |        |
| - Duc d'Escalona Date de création: 12 décembre 1472 Monarque: Henri IV de Castille Titulaire: Francisco de Borja de Soto y Moreno-Santamaría, 21e Duc d'Escalona                                       |        | - Duc d'Estremera (es) Date de création: 1568 Monarque: Philippe II d'Espagne Titulaire: María de la Asunción de Bustos y Marín, 4e Duchesse d'Estremera                                               |        |
| - Duc d'Estrées Date de création: 1663 Monarque: Louis XIV de France Titulaire: Armand III de La Rochefoucauld-Doudeauville, 11e Duc d'Estrées                                                         |        | - Duc de Feria (es) Date de création: 28 novembre 1567 Monarque: Philippe II d'Espagne Titulaire: Rafael de Medina y Abascal, 20e Duc de Feria (es)                                                    |        |
| - Duc de Fernán Núñez (es) Date de création: 23 août 1817 Monarque: Ferdinand VII d'Espagne Titulaire: Manuel Falcó y Anchorena, 6e Duc de Fernán Núñez                                                |        | - Duc de Fernández-Miranda Date de création: 31 mai 1977 Monarque: Juan Carlos Ier d'Espagne Titulaire: Enrique Fernández-Miranda y Lozano, 2e Duc de Fernández-Miranda                                |        |
| - Duc de Fernandina (es) Date de création: 24 décembre 1569 Monarque: Philippe II d'Espagne Titulaire: Alonso Enrique González de Gregorio y Viñamata, 16e Duc de Fernandina                           |        | - Duc de Francavilla (es) Date de création: 1er mars 1555 Monarque: Charles Ier d’Espagne Titulaire: Jaime de Arteaga y Martín, 15e Duc de Francavilla                                                 |        |
| - Duc de Frías Date de création: 20 mars 1492 Monarque: Ferdinand II d'Aragon et Isabelle Ire de Castille Titulaire: Francisco de Borja Soto y Moreno-Santamaría, 19e Duc de Frías                     |        | - Duc de Galisteo (es) Date de création: 6 septembre 1871 Monarque: Amédée Ier d'Espagne Titulaire: Juan José Mesía y Medina, 6e Duc de Galisteo                                                       |        |
| - Duc de Gandia Date de création: 20 décembre 1485 Monarque: Ferdinand II d'Aragon et Isabelle Ire de Castille Titulaire: Ángela de Ulloa y Solís-Beaumont, 20e Duc de Gandia                          |        | - Duc de Gor (es) Date de création: 10 juillet 1803 Monarque: Charles IV d'Espagne Titulaire: Mauricio Álvarez de las Asturias Bohorques y Silva, 6e Duc de Gor                                        |        |
| - Duc de Granada de Ega (es) Date de création: 29 mars 1729 Monarque: Philippe V d'Espagne Titulaire: Juan Alfonso Martos y Azlor de Aragón, 9e Duc de Granada de Ega                                  |        | - Duc de Grimaldi (es) Date de création: 8 février 1777 Monarque: Charles III d'Espagne Titulaire: José Joaquín Márquez y Pries, 6e Duc de Grimaldi                                                    |        |
| - Duc d'Hernani Date de création: 22 janvier 1914 Monarque: Alphonse XIII d'Espagne Titulaire: Margarita de Borbón y Borbón, 2e Duchesse d'Hernani                                                     |        | - Duc de Híjar (es) Date de création: 16 avril 1483 Monarque: Ferdinand II d'Aragon Titulaire: Alfonso Martínez de Irujo y Fitz-James Stuart, 18e Duc de Híjar (es)                                    |        |
| - Duc de Hornachuelos (es) Date de création: 18 novembre 1868 Monarque: Francisco Serrano y Domínguez (régent d'Espagne) Titulaire: José Ramón de Hoces y Elduayen, 5e Duc de Hornachuelos             |        | - Duc de Huéscar (es) Date de création: 1563 Monarque: Philippe II d'Espagne Titulaire: Fernando Fitz-James Stuart y de Solís, 17e Duc de Huéscar                                                      |        |
| - Duc de Huete (es) Date de création: 24 décembre 1474 Monarque: Henri IV de Castille Titulaire: Alfonso de Bustos y Donate, 4e Duc de Huete                                                           |        | - Duc del Infantado Date de création: 22 juillet 1475 Monarque: Isabelle Ire de Castille Titulaire: María de la Almudena de Arteaga y Anchústegui, 20e Duchesse del Infantado (es)                     |        |
| - Duc de Lécera (es) Date de création: 1493 Monarque: Ferdinand II d'Aragon Titulaire: Leticia de Silva y Allende, 23e Duc de Lécera                                                                   |        | - Duc de Lerma Date de création: 11 novembre 1599 Monarque: Philippe III d'Espagne Titulaire: Fernando Larios y Fernández de Córdoba, 16e Duc de Lerma                                                 |        |
| - Duc de Linares (es) Date de création: 28 septembre 1667 Monarque: Charles II d'Espagne Titulaire: Álvaro Zuleta de Reales y Ansaldo, 16e Duc de Linares                                              |        | - Duc de Liria y Jérica (es) Date de création: 13 décembre 1707 Monarque: Philippe V d'Espagne Titulaire: Carlos Fitz-James Stuart y Martínez de Irujo, 12e Duc de Liria y Jérica                      |        |
| - Duc de Losada (es) Date de création: 2 décembre 1741 Monarque: Charles VII de Naples Titulaire: |        | - Duc de Lugo Date de création: 3 mars 1995 Monarque: Juan Carlos Ier d'Espagne Titulaire: Elena de Borbón y Grecia, 1re Duchesse de Lugo                                                              |        |
| - Duc de Luna (es) Date de création: 11 octobre 1512 Monarque: Ferdinand II d'Aragon Titulaire: Javier Azlor de Aragón y Ramírez de Haro, 5e Duc de Luna                                               |        | - Duc de Mandas y Villanueva (es) Date de création: 23 décembre 1614 Monarque: Philippe III d'Espagne Titulaire: Ricardo de la Huerta Ozores, 14e Duc de Mandas y Villanueva                           |        |
| - Duc de Maqueda (es) Date de création: 1529 Monarque: Charles Ier d’Espagne Titulaire: Pilar Paloma de Casanova-Cárdenas y Barón, 24e Duchesse de Maqueda                                             |        | - Duc de Marchena (es) Date de création: 30 juillet 1885 Monarque: Alphonse XII d’Espagne Titulaire: María Cecilia Walford Hawkins y de Borbón, 5e Duchesse de Marchena                                |        |
| - Duc de Maura (es) Date de création: 19 juin 1930 Monarque: Alphonse XIII d'Espagne Titulaire: Ramiro Pérez-Maura de la Peña, 5e Duc de Maura                                                         |        | - Duc de Medina de las Torres (es) Date de création: 5 janvier 1625 Monarque: Philippe IV d'Espagne Titulaire: José Gonzalo Ruiz de Bucesta y Mora, 14e Duc de Medina de las Torres                    |        |
| - Duc de Medina de Rioseco (es) Date de création: 22 avril 1538 Monarque: Charles Ier d’Espagne Titulaire: María Asunción Latorre y Téllez-Girón, 21e Duchesse de Medina de Rioseco                    |        | - Duc de Medinaceli Date de création: 31 octobre 1479 Monarque: Isabelle Ire de Castille Titulaire: Victoria de Hohenlohe-Langenburg y Schmidt-Polex, 20e Duchesse de Medinaceli                       |        |
| - Duc de Medina Sidonia Date de création: 17 février 1445 Monarque: Jean II de Castille Titulaire: Leoncio Alonso González de Gregorio y Álvarez de Toledo, 22e Duc de Medina Sidonia                  |        | - Duc de Miranda (es) Date de création: 9 juin 1917 Monarque: Alphonse XIII d'Espagne Titulaire: Javier de Silva y Mendaro, 3e Duc de Miranda                                                          |        |
| - Duc de Moctezuma de Tultengo (es) Date de création: 11 octobre 1865 Monarque: Isabelle II d'Espagne Titulaire: Juan José Marcilla de Teruel-Moctezuma y Valcárcel, 6e Duc de Moctezuma de Tultengo   |        | - Duc de Montalto (es) Date de création: 1er janvier 1507 Monarque: Ferdinand II d'Aragon Titulaire: Ricardo de Bustos y Martorell, 4e Duc de Montalto                                                 |        |
| - Duc de Montealegre (es) Date de création: 12 août 1633 Monarque: Philippe IV d’Espagne Titulaire: Isidro Castillejo y Bermúdez de Castro, 11e Duc de Montealegre                                     |        | - Duc de Monteleón Date de création: 29 mars 1527 Monarque: Charles Ier d’Espagne Titulaire: Joseph Pignatelli Aragona Cortés, 19e Duc de Monteleón                                                    |        |
| - Duc de Montellano (es) Date de création: 4 février 1705 Monarque: Philippe V d'Espagne Titulaire: Carla Pía Falcó y Medina, 10e Duchesse de Montellano                                               |        | - Duc de Montemar (es) Date de création: 20 avril 1735 Monarque: Philippe V d'Espagne Titulaire: Tatiana Osorio de Moscoso y Sanchiz, 9e Duchesse de Montemar                                          |        |
| - Duc de Montoro (es) Date de création: 12 avril 1660 Monarque: Philippe IV d’Espagne Titulaire: Eugenia Martínez de Irujo y Fitz-James Stuart, 13e Duchesse de Montoro (es)                           |        | - Duc de Nájera (es) Date de création: 30 août 1482 Monarque: Isabelle Ire de Castille Titulaire: Juan de Travesedo y Colón de Carvajal, 30e Duc de Nájera                                             |        |
| - Duc de Nemi (es) Date de création: 6 septembre 1828 Monarque: Ferdinand VII d'Espagne Titulaire: Giovanni Ángelo Theodoli-Braschi, 2e Duc de Nemi                                                    |        | - Duc de Noblejas (es) Date de création: 27 mars 1829 Monarque: Ferdinand VII d'Espagne Titulaire: Alfonso de Egaña Barrenechea, 7e Duc de Noblejas                                                    |        |
| - Duc de Nocera Date de création: 10 août 1656 Monarque: Philippe IV d’Espagne Titulaire: Filippo Balbo Bertone di Sambuy y Wagnière, 12e Duc de Nocera                                                |        | - Comte-duc d'Olivares (es) Date de création: 25 janvier 1625 Monarque: Philippe IV d'Espagne Titulaire: Carlos Fitz-James Stuart y Martínez de Irujo, 15e Comte-duc d'Olivares                        |        |
| - Duc d'Osuna (es) Date de création: 5 octobre 1562 Monarque: Philippe II d'Espagne Titulaire: Titulaire: Ángela María de Solís-Beaumont y Téllez-Girón, 17e Duchesse d'Osuna                          |        | - Duc de Palata (es) Date de création: 20 mai 1646 Monarque: Philippe IV d'Espagne Titulaire: Alfonso Urzáiz y Azlor de Aragón, 10e Duc de Palata                                                      |        |
| - Duc de Parcent (es) Date de création: 25 mars 1914 Monarque: Alphonse XIII d'Espagne Titulaire: Juan Granzow de la Cerda y Roca de Togores, 4e Duc de Parcent                                        |        | - Duc del Parque (es) Date de création: 20 janvier 1625 Monarque: Philippe IV d'Espagne Titulaire: María Rosa Osorio y Malcampo, 16e Duchesse del Parque                                               |        |
| - Duc de Pastrana (es) Date de création: 20 décembre 1572 Monarque: Philippe II d'Espagne Titulaire: José Finat y de Bustos, 16e Duc de Pastrana (es)                                                  |        | - Duc de Peñaranda de Duero (es) Date de création: 22 mai 1608 Monarque: Philippe III d'Espagne Titulaire: Jacobo Hernando Fitz-James Stuart y Gómez, 18e Duc de Peñaranda de Duero (es)               |        |
| - Duc de Pinohermoso (es) Date de création: 6 juin 1907 Monarque: Alphonse XIII d'Espagne Titulaire: Pedro Alfonso Barrera Lacabex, 7e Duc de Pinohermoso                                              |        | - Duc de Plasencia (es) Date de création: 1496 Monarque: Ferdinand II d'Aragon et Isabelle Ire de Castille Titulaire: María de Gracia Rúspoli y de Solís-Beaumont, 21e Duchesse de Plasencia           |        |
| - Duc de Prim (es) Date de création: 1er novembre 1871 Monarque: Amédée Ier d'Espagne Titulaire: María de los Ángeles Muntadas-Prim y Lafita, 5e Duchesse de Prim                                      |        | - Duc de Regla (es) Date de création: 28 octobre 1859 Monarque: Isabelle II d'Espagne Titulaire: Justo Fernández del Valle y Cervantes, 6e Duc de Regla                                                |        |
| - Duc de Riánsares (es) Date de création: 12 février 1844 Monarque: Isabelle II d'Espagne Titulaire: María de la Consolación Muñoz y Santa Marina, 6e Duchesse de Regla                                |        | - Duc de Rivas (es) Date de création: 22 juin 1793 Monarque: Charles IV d’Espagne Titulaire: José Sainz y Armada, 7e Duc de Rivas                                                                      |        |
| - Duc de la Roca (es) Date de création: 24 mars 1793 Monarque: Charles IV d’Espagne Titulaire: Jacobo Hernando Fitz-James Stuart y Gómez, 8e Duc de la Roca (es)                                       |        | - Duc de Rubí (es) Date de création: 29 octobre 1920 Monarque: Alphonse XIII d'Espagne Titulaire: Valeriano Weyler y González de Arregui, 4e Duc de Rubí                                               |        |
| - Duc de San Carlos (es) Date de création: 23 mai 1780 Monarque: Charles III d’Espagne Titulaire: Álvaro Fernández de Villaverde y Silva, 6e Duc de San Carlos                                         |        | - Duc de San Fernando de Quiroga (es) Date de création: 13 novembre 1815 Monarque: Ferdinand VII d'Espagne Titulaire: Rafael Ignacio Melgarejo y de la Peña, 9e Duc de San Fernando de Quiroga         |        |
| - Duc de San Fernando Luis Date de création: 7 février 1816 Monarque: Ferdinand VII d'Espagne Titulaire: Antoine de Lévis-Mirepoix, 7e Duc de San Fernando Luis                                        |        | - Duc de San Lorenzo de Vallehermoso (es) Date de création: 24 janvier 1830 Monarque: Charles IV d’Espagne Titulaire: Cristina Osorio y Malcampo, 8e Duchesse de San Lorenzo de Valhermoso             |        |
| - Duc de San Miguel (es) Date de création: 23 avril 1625 Monarque: Philippe IV d’Espagne Titulaire: Juan Bautista Castillejo y Oriol, 5e Duc de San Miguel                                             |        | - Duc de San Pedro de Galatino (es) Date de création: 6 avril 1621 Monarque: Philippe IV d’Espagne Titulaire: Teresa de Medinilla y Bernales, 11e Duchesse de San Pedro de Galatino                    |        |
| - Duc de Sanlúcar la Mayor (es) Date de création: 25 janvier 1625 Monarque: Philippe IV d’Espagne Titulaire: María Cristina Ruiz de Arana y Marone-Cinzano, 18e Duchesse de Sanlúcar la Mayor          |        | - Duc de Santa Cristina (es) Date de création: 18 janvier 1830 Monarque: Ferdinand VII d'Espagne Titulaire: Miguel Márquez y Osorio, 5e Duc de Santa Cristina                                          |        |
| - Duc de Santa Elena Date de création: 31 juillet 1917 Monarque: Alphonse XIII d'Espagne Titulaire: Alfonso de Borbón y Sanchiz, 4e Duc de Santa Elena (es)                                            |        | - Duc de Santángelo (es) Date de création: 10 mars 1497 Monarque: Frédéric Ier de Naples Titulaire: Luis María de Casanova y Barón, 6e Duc de Santángelo (es)                                          |        |
| - Duc de Santisteban del Puerto Date de création: 20 août 1738 Monarque: Philippe V d'Espagne Titulaire: Victoria de Medina y Conradi, 10e Duchesse de Santisteban del Puerto                          |        | - Duc de Santo Buono (es) Date de création: 1958 Monarque: Francisco Franco (chef de l'État espagnol) Titulaire: Juan Pedro del Alcázar y Gómez-Acebo, 3e Duc de Santo Buono                           |        |
| - Duc de Santo Mauro (es) Date de création: 30 juillet 1890 Monarque: Alphonse XIII d'Espagne Titulaire: Álvaro Fernández-Villaverde y Silva, 5e Duc de Santo Mauro                                    |        | - Duc de Santoña (es) Date de création: 10 mai 1875 Monarque: Alphonse XII d'Espagne Titulaire: Juan Manuel Mitjans y Domecq, 5e Duc de Santoña                                                        |        |
| - Duc de Segorbe (es) Date de création: 1469 Monarque: Jean II d’Aragon Titulaire: Ignacio Medina y Fernández de Córdoba, 19e Duc de Segorbe (es)                                                      |        | - Duc de Seu d'Urgel (es) Date de création: 26 octobre 1891 Monarque: Alphonse XIII d'Espagne Titulaire: Arsenio Vilallonga y Martínez de Campos, 4e Duc de Seu d'Urgel                                |        |
| - Duc de Sessa Date de création: 1er janvier 1507 Monarque: Ferdinand II d'Aragon Titulaire: Gonzalo Barón y Gavito, 21e Duc de Sessa                                                                  |        | - Duc de Séville Date de création: 1823 Monarque: Ferdinand VII d'Espagne Titulaire: Francisco de Borbón y Escasany, 5e Duc de Séville                                                                 |        |
| - Duc de Solferino (es) Date de création: 21 décembre 1717 Monarque: Philippe V d'Espagne Titulaire: Carlos Luis de Llanza y Domecq, 12e Duc de Solferino                                              |        | - Duc de Soma (es) Date de création: 12 décembre 1502 Monarque: Ferdinand II d'Aragon Titulaire: Jaime Ruiz de Bucesta Mora, 18e Duc de Soma                                                           |        |
| - Duc de Soria Date de création: 23 juin 1981 Monarque: Juan Carlos Ier d'Espagne Titulaire: Margarita de Borbón y Borbón, 1re Duchesse de Soria                                                       |        | - Duc de Sotomayor (es) Date de création: 25 avril 1703 Monarque: Philippe V d'Espagne Titulaire: Carlos Martínez de Irujo y Crespo, 11e Duc de Sotomayor                                              |        |
| - Duc de Suárez Date de création: 25 février 1981 Monarque: Ferdinand VII d'Espagne Titulaire: Alejandra Romero Suárez, 2e Duchesse de Suárez                                                          |        | - Duc de Sueca (es) Date de création: 7 mars 1804 Monarque: Charles IV d'Espagne Titulaire: Luis Carlos Ruspoli y Sanchiz, 6e Duc de Sueca                                                             |        |
| - Duc de Talavera de la Reina (es) Date de création: 25 septembre 1914 Monarque: Alphonse XIII d'Espagne Titulaire: Juan de Silva y Urquijo, 5e Duc de Talavera de la Reina                            |        | - Duc de Tamames (es) Date de création: 23 mai 1805 Monarque: Charles IV d’Espagne Titulaire: Juan José Mesía y Medina, 8e Duc de Tamames                                                              |        |
| - Duc de Tarancón (es) Date de création: 19 novembre 1847 Monarque: Isabelle II d'Espagne Titulaire: Juan José Parra y Villate, 7e Duc de Tarancón                                                     |        | - Duc de Tarifa (en) Date de création: 28 juin 1882 Monarque: Alphonse XII d'Espagne Titulaire: Victoria de Hohenlohe-Langenburg y Schmidt-Polex, 5e Duchesse de Tarifa                                |        |
| - Duc de Terranova (es) Date de création: 1502 Monarque: Ferdinand II d'Aragon Titulaire: Gonzalo de la Cierva y Moreno, 4e Duc de Terranova                                                           |        | - Duc de Tétouan (es) Date de création: 27 avril 1860 Monarque: Isabelle II d'Espagne Titulaire: Hugo O'Donnell y Duque de Estrada, 7e Duc de Tétouan (es)                                             |        |
| - Duc de Tovar (es) Date de création: 27 décembre 1906 Monarque: Alphonse XIII d'Espagne Titulaire: Alfonso de Figueroa y Melgar, 4e Duc de Tovar (es)                                                 |        | - Duc de T'Serclaes (es) Date de création: 3 août 1856 Monarque: Isabelle II d'Espagne Titulaire: José María Pérez de Guzmán y Martínez de Campos, 5e Duc de T'Serclaes                                |        |
| - Duc d'Uceda (es) Date de création: 16 mai 1610 Monarque: Philippe III d'Espagne Titulaire: Pilar de Latorre y Téllez-Girón, 15e Duchesse d'Uceda                                                     |        | - Duc de l'Union de Cuba (es) Date de création: 17 septembre 1847 Monarque: Isabelle II d'Espagne Titulaire: Rocío Regina Bernaldo de Quirós y Coca, 6e Duc de l'Union de Cuba                         |        |
| - Duc de Valence (es) Date de création: 26 novembre 1847 Monarque: Isabelle II d'Espagne Titulaire: Abigail Narváez Rodríguez-Arias, 8e Duchesse de Valence                                            |        | - Duc de la Vega (es) Date de création: 16 mars 1557 Monarque: Philippe II d'Espagne Titulaire: Ángel Santiago Colón de Mandalúniz, 19e Duc de la Vega                                                 |        |
| - Duc de Veragua Date de création: 19 janvier 1537 Monarque: Charles Ier d'Espagne Titulaire: Cristóbal Colón de Carvajal y Gorosábel, 18e Duc de Veragua (es)                                         |        | - Duc de la Victoria (es) Date de création: 14 décembre 1839 Monarque: Isabelle II d'Espagne Titulaire: Pablo Montesino-Espartero y Velasco, 6e Duc de la Victoria                                     |        |
| - Duc de la Victoria de las Amezcoas (es) Date de création: 24 mai 1836 Monarque: Charles Ier d'Espagne Titulaire: Francisco Javier de Oraá y Moyua, 4e Duc de la Victoria de las Amezcoas             |        | - Duc de Villahermosa Date de création: 1476 Monarque: Jean II d’Aragon Titulaire: Álvaro de Urzáiz y Azlor de Aragón, 19e Duc de Villahermosa                                                         |        |
| - Duc de Vista-Alegre (es) Date de création: 17 février 1876 Monarque: Alphonse XII d'Espagne Titulaire: Fernando María Sánchez de Toca y Martín, 4e Duc de Vista-Alegre                               |        | - Duc de Vistahermosa (es) Date de création: 13 novembre 1879 Monarque: Alphonse XII d'Espagne Titulaire: Cristóbal García Loygorri y Urzáiz, 5e Duc de Vistahermosa                                   |        |
| - Duc de Saragosse (es) Date de création: 17 juillet 1834 Monarque: Isabelle II d'Espagne Titulaire: Manuel Álvarez de Toledo y Mencos, 5e Duc de Saragosse                                            |        | - Duc de la Torre (es) Date de création: 24 novembre 1862 Monarque: Isabelle II d'Espagne Titulaire: Carlos Martínez de Campos y Carulla, 5e Duc de la Torre                                           |        |
| - Duc de las Torres (es) Date de création: 4 avril 1907 Monarque: Alphonse XIII d'Espagne Titulaire: Mónica de Figueroa y Cernuda, 5e Duchesse de las Torres                                           |        | |        |
| |        | |        |

## Marquis -(Marqueses)
| Titres | Blason | Titres | Blason |
| --- | ------ | --- | ------ |
| - Marquis d'Aguilar de Campoo Date de création: 2 juin 1482 Monarque: Jean II de Castille Titulaire: María del Pilar de las Morenas y Travesedo, 24e Marquise d'Aguilar de Campoo                           |        | - Marquis d'Albayda (es) Date de création: 8 février 1605 Monarque: Philippe III d'Espagne Titulaire: María Pérez de Herrasti y Urquijo, 16e Marquis d'Albayda           |        |
| - Marquis d'Albudeyte (es) Date de création: 31 août 1711 Monarque: Philippe V d'Espagne Titulaire: José Ramón de la Lastra y Rubio, 11e Marquis d'Albudeyte                                                |        | - Marquis d'Alcañices (es) Date de création: 15 décembre 1533 Monarque: Charles Ier d'Espagne Titulaire: Juan Miguel Osorio y Bertrán de Lis, 20e Marquis d'Alcañices    |        |
| - Marquis d'Alcedo (es) Date de création: 17 mars 1891 Monarque: Alphonse XIII d'Espagne Titulaire: María Magdalena Chistophersen y Vela, 3e Marquis d'Alcedo                                               |        | - Marquis d'Aldama (es) Date de création: 4 février 1893 Monarque: Alphonse XIII d'Espagne Titulaire: José María Castillejo y de Oriol, 5e Marquis d'Aldama              |        |
| - Marquis d'Alhucemas (es) Date de création: 5 janvier 1911 Monarque: Alphonse XIII d'Espagne Titulaire: Manuel Sainz de Vicuña y Melgarejo, 4e Marquis d'Alhucemas                                         |        | - Marquis d'Apezteguía (es) Date de création: 31 janvier 1891 Monarque: Alphonse XIII d'Espagne Titulaire: María Parladé Ybarra, 4e Marquis d'Apezteguía                 |        |
| - Marquis d'Argüelles (es) Date de création: 27 octobre 1896 Monarque: Alphonse XIII d'Espagne Titulaire: Manuel Ignacio Ibáñez y Bernaldo de Quiros, 5e Marquis d'Argüelles                                |        | - Marquis d'Arienzo (es) Date de création: 20 avril 1558 Monarque: Philippe II d’Espagne Titulaire: Fernando de Soto y Falcó, 15e Marquis d'Arienzo                      |        |
| - Marquis d'Ariza (es) Date de création: 27 août 1611 Monarque: Philippe III d’Espagne Titulaire: Iván de Arteaga y del Alcázar, 15e Marquis d'Ariza                                                        |        | - Marquis d'Astorga (es) Date de création: 6 juillet 1465 Monarque: Henri IV de Castille Titulaire: Pilar Paloma de Casanova y Barón, 22e Marquise d'Astorga             |        |
| - Marquis d'Atarfe (es) Date de création: 3 avril 1902 Monarque: Alphonse XIII d'Espagne Titulaire: Francisco Javier Méndez de Vigo y Mendes de Vasconcelos, 5e Marquis d'Atarfe                            |        | - Marquis d'Ayerbe (es) Date de création: 8 septembre 1750 Monarque: Alphonse XIII d'Espagne Titulaire: João Jaime Jordán de Urriés Serras, 9e Marquis d'Ayerbe          |        |
| - Marquis d'Aytona (es) Date de création: 1er octobre 1581 Monarque: Philippe II d’Espagne Titulaire: Victoria de Hohenlohe-Langenburg y Schmidt-Polex, 15e Marquise d'Aytona                               |        | - Marquis de Los Balbases (es) Date de création: 17 décembre 1621 Monarque: Philippe IV d’Espagne Titulaire: Miguel Osorio y Nicolás-Correa, 13e Marquis de Los Balbases |        |
| - Marquis de Bárboles (es) Date de création: 20 mars 1647 Monarque: Philippe IV d’Espagne Titulaire: María del Pilar Benítez Guadarrama 14e Marquise de Bárboles                                            |        | - Marquis de Cáceres (es) Date de création: 10 avril 1790 Monarque: Charles IV d’Espagne Titulaire: Juan María Noguera y Merle, 8e Marquis de Cáceres                    |        |
| - Marquis de Camarasa Date de création: 18 février 1543 Monarque: Charles Ier d'Espagne Titulaire: Victoria de Hohenlohe-Langenburg y Schmidt-Polex, 18e Marquise de Camarasa                               |        | - Marquis de Cañete (es) Date de création: 7 juillet 1530 Monarque: Charles Ier d'Espagne Titulaire: Ana Rosa de Queralt y Aragón, 23e Marquise de Cañete                |        |
| - Marquis du Carpio (es) Date de création: 20 janvier 1559 Monarque: Philippe II d’Espagne Titulaire:Carlos Fitz-James Stuart y Martínez de Irujo, 17e Marquis du Carpio                                    |        | - Marquis de Castel-Moncayo (es) Date de création: 9 novembre 1682 Monarque: Charles II d'Espagne Titulaire: Manuel Falcó y Girod, 13e Marquis de Castel-Moncayo (es)    |        |
| - Marquis de Castellbell (es) Date de création: 7 juillet 1702 Monarque: Philippe V d'Espagne Titulaire: John Alfonso de Vilallonga y Scott-Ellis, 10e Marquis de Castellbell                               |        | - Marquis de Cenete (es) Date de création: 1491 Monarque: Isabelle Ire de Castille Titulaire: Mencía López-Becerra de Solé y de Casanova, 18e Marquise de Cenete         |        |
| - Marquis de Comillas (es) Date de création: 3 juillet 1878 Monarque: Alphonse XII d'Espagne Titulaire: Juan Alfonso Güell y Martos, 4e Marquis de Comillas                                                 |        | - Marquis del Duero Date de création: 30 juillet 1848 Monarque: Isabelle II d’Espagne Titulaire: José Manuel Zuleta y Alejandro, 5e Marquis del Duero                    |        |
| - Marquis d'Estepa (es) Date de création: 28 mai 1543 Monarque: Charles Ier d'Espagne Titulaire: Francisco de Borja de Arteaga y Martín, 15e Marquis d'Estepa                                               |        | - Marquis de Marianao (es) Date de création: 10 décembre 1860 Monarque: Isabelle II d’Espagne Titulaire: Mariana de Fontcuberta y Juncadella, 8e Marquise de Marianao    |        |
| - Marquis de Montealegre Date de création: 28 mai 1626 Monarque: Philippe IV d’Espagne Titulaire: Estefanía Pérez del Pulgar Delacour, 19e Marquise de Montealegre                                          |        | - Marquis de Périnat (es) Date de création: 10 décembre 1860 Monarque: Alphonse XIII d'Espagne Titulaire: Guillermo Perinat y Carvajal, 3e Marquis de Périnat            |        |
| - Marquis de San Vicente del Barco (es) Date de création: 30 mars 1629 Monarque: Philippe IV d’Espagne Titulaire: Fernando Martínez de Irujo y Fitz-James Stuart, 12e Marquis de San Vicente del Barco (es) |        | - Marquis de Sarria Date de création: 1543 Monarque: Charles Ier d'Espagne Titulaire: Carlos Fitz-James Stuart y Martínez de Irujo, 20e Marquis de Sarria                |        |
| - Marquis de Villena Date de création: 1445 Monarque: Jean II de Castille Titulaire: Francisco de Borja de Soto y Moreno-Santamaría, 21e Marquis de Villena                                                 |        | |        |
| |        | |        |

## Comtes -(Condes)
| Titres | Blason | Titres | Blason |
| --- | ------ | --- | ------ |
| - Comte d'Aguilar de Inestrillas (es) Date de création: 19 septembre 1475 Monarque: Jean II de Castille Titulaire: Agustín de Carvajal y Fernández de Córdoba, 23e Comte d'Aguilar de Inestrillas  |        | - Comte d'Alba de Liste (es) Date de création: 8 août 1459 Monarque: Henri IV de Castille Titulaire: Rafael Luis Carrión Martorell, 24e Comte d'Alba de Liste                                      |        |
| - Comte d'Alcubierre (es) Date de création: 6 mai 1909 Monarque: Alphonse XIII d'Espagne Titulaire: Alfonso Escrivá de Romaní y Vereterra, 4e Comte d'Alcubierre                                   |        | - Comte d'Alcudia (es) Date de création: 15 mai 1663 Monarque: Philippe IV d'Espagne Titulaire: María Bernaldo de Quirós y Álvarez de las Asturias, 13e Comtesse de Alcudia                        |        |
| - Comte d'Almodóvar (es) Date de création: 23 mai 1791 Monarque: Charles IV d'Espagne Titulaire: Camilo Javier Juliá y Díez de Rivera, 8e Comte de Almodóvar                                       |        | - Comte d'Altamira (es) Date de création: 13 mars 1455 Monarque: Henri IV de Castille Titulaire: Gonzalo Barón y Gavito, 19e Comte d'Altamira                                                      |        |
| - Comte de las Amayuelas (es) Date de création: 15 avril 1659 Monarque: Philippe IV d'Espagne Titulaire: Enrique de Queralt y Chávarri, 15e Comte de las Amayuelas                                 |        | - Comte d'Aranda (es) Date de création: 19 janvier 1508 Monarque: Ferdinand II d'Aragon Titulaire: Alfonso Martínez de Irujo et Fitz-James Stuart, 20e Comte d'Aranda (es)                         |        |
| - Comte de Benavente (es) Date de création: 17 mai 1398 Monarque: Henri III de Castille Titulaire: Ángela María de Solís-Beaumont y Téllez-Girón, 21e Comtesse de Benavente                        |        | - Comte de Cabra (es) Date de création: 1380 Monarque: Henri II de Castille Titulaire: Álvaro Francisco López Becerra de Solé y Casanova, 27e Comte de Cabra                                       |        |
| - Comte de Castrillo (es) Date de création: 23 janvier 1610 Monarque: Philippe III d'Espagne Titulaire: Agustín Crespí de Valldaura y Cardenal, 18e Comte de Castrillo                             |        | - Comte de Lemos Date de création: 26 mai 1456 Monarque: Henri IV de Castille Titulaire: Carlos Fitz-James Stuart y Martínez de Irujo, 23e Comte de Lemos                                          |        |
| - Comte de Lerín (es) Date de création: 23 janvier 1610 Monarque: Charles III de Navarre Titulaire: Carlos Fitz-James Stuart y Martínez de Irujo, 20e Comte de Lerín                               |        | - Comte de Miranda del Castañar (es) Date de création: 23 janvier 1610 Monarque: Charles III de Navarre Titulaire: Carlos Fitz-James Stuart y Martínez de Irujo, 22e Comte de Miranda del Castañar |        |
| - Comte de Monterrey (es) Date de création: 1474 Monarque: Henri IV de Castille Titulaire: Carlos Fitz-James Stuart y Martínez de Irujo, 17e Comte de Monterrey                                    |        | - Comte d'Osorno (es) Date de création: 31 août 1445 Monarque: Henri IV de Castille Titulaire: Carlos Fitz-James Stuart y Martínez de Irujo, 22e Comte d'Osorno                                    |        |
| - Comte de Palma del Río (es) Date de création: 1474 Monarque: Ferdinand II d'Aragon et Jeanne Ire de Castille Titulaire: Carlos Fitz-James Stuart y Martínez de Irujo, 19e Comte de Palma del Río |        | - Comte de Salvatierra (es) Date de création: 20 février 1613 Monarque: Philippe III d'Espagne Titulaire: Cayetano Martínez de Irujo y Fitz-James Stuart, 13e Comte de Salvatierra (es)            |        |
| - Comte de Siruela (es) Date de création: 1470 Monarque: Henri IV de Castille Titulaire: Jacobo Fitz-James Stuart y Martínez de Irujo, 24e Comte de Siruela                                        |        | - Comte de la Viñaza (es) Date de création: 22 mai 1872 Monarque: Amédée Ier d'Espagne Titulaire: Carlos Muñoz de Laborde y Bardín, 4e Comte de la Viñaza                                          |        |
| - Comte de Zumalacárregui (es) Date de création: 24 mai 1836 Monarque: Charles V d'Espagne Titulaire: Alexandra de Zumalacárregui y Errandonea, 4e Comtesse de Zumalacárregui                      |        | |        |

## Vicomtes -(Vizcondes)
| Titres | Blason | Titres | Blason |
| --- | ------ | --- | ------ |
| - Vicomte de la Alborada (es) Date de création: 2 juin 1849 Monarque: Isabelle II d'Espagne Titulaire: Florencio Gavito y Mariscal, 6e Vicomte de la Alborada |        | - Vicomte del Castillo de Almansa (es) Date de création: 3 décembre 1773 Monarque: Charles III d'Espagne Titulaire: Fernando de Almansa y Moreno-Barreda, 10e Vicomte del Castillo de Almansa (es) |        |

## Barons -(Barones)
| Titres | Blason | Titres | Blason |
| --- | ------ | --- | ------ |
| - Baron de Llaurí (es) Date de création: 21 février 1863 Monarque: Isabelle II d'Espagne Titulaire: Verónica Manglano y Puig, 5e Baronne de Llaurí |        | - Baron de Viver (es) Date de création: 16 octobre 1901 Monarque: Alphonse XIII d'Espagne Titulaire: Darío Olaortúa y Rumeu, 5e Baron de Viver |        |

## Seigneurs -(Señores)
| Titres | Blason | Titres | Blason |
| --- | ------ | --- | ------ |
| - Seigneur de la Casa de Lazcano (es) Date de création: 31 août 1780 Monarque: Charles III d'Espagne Titulaire: Almudena de Arteaga y del Alcázar, 8e Dame de la Casa Lazcano |        | - Seigneur de la Casa de Rubianes (es) Date de création: 4 février 1535 Monarque: Charles V d'Espagne Titulaire: Beatriz Ozores y Rey, 20e Dame de la Casa de Rubianes |        |